# Dwight Le Merton Bolinger
Dwight Le Merton Bolinger  auch Dwight Bolinger (* 18. August 1907 in Topeka (Kansas); †  23. Februar 1992 in Palo Alto (Kalifornien)) war ein  US-amerikanischer Hispanist, Sprachforscher, Hochschullehrer an der Harvard University.

## Leben und Wirken
Er war der Sohn eines Rechtsanwaltes, attorney und späteren Landwirts, des Arthur Joel Bolinger (* 1881) und dessen Ehefrau Nellie Gertrude Bolinger, einer geborenen Ott (1883–1915).
Nach dem frühen Tod seiner Mutter, die sehr musikalisch gewesen sein soll, heiratete sein Vater ein weiteres Mal und die Familie zog nach Versailles in Missouri, wo er und seine beiden Halbgeschwister aufwuchsen. Seine familiäre Situation war von Spannungen mit seiner Stiefmutter gezeichnet und so zog es ihn mit sechzehn Jahren zu seinen Großeltern nach Topeka und später nach Springfield in Ohio. In Springfield erwarb er im Jahre 1925 seinen Highschool-Abschluss.
Bolinger studierte Spanisch am College der Washburn University seiner Heimatstadt und schloss dieses Studium im Jahre 1930 mit einem Bachelor of Arts (B.A.) ab. Es folgten weitere Studien an der University of Kansas in Lawrence. Dann, im Jahre 1932, erwarb er seinen M.A. und im Jahre 1936 sein Ph.D. an der University of Wisconsin. Er wirkte hier ab 1936 als Instructor für Spanisch. Beide Arbeiten hatten den spanischen Schriftsteller Pío Baroja, einem Vertreter der Generación del 98 zum Gegenstand seiner Betrachtungen. Für kurze Zeit 1937 ging er an die University of Kansas, wo er ebenfalls als Instructor für Spanisch arbeitete.
Seine Lehrtätigkeit nahm er zuerst an der Washburn University in Topeka auf, wo er als Associate Professor für Spanisch von 1937 bis 1943 wirkte.
Bolinger wurde in den akademischen Kreisen bekannt mit der Publikation eines Features "Among the New Words", im sprachwissenschaftlichen Journal, dem American Speech. In diesen frühen akademischen Jahren an der University of Wisconsin arbeitete er auch zeitweise mit William E. Bull zusammen. Noch während der Jahre des Zweiten Weltkrieges, im Jahre 1944, verlegte er seinen Lebensmittelpunkt an die amerikanische Westküste, wo er an der University of Southern California zunächst in der Position eines „Assistant Professor“ von 1944 bis 1946 lehrte und dann von 1947 bis 1948 „Associate Professor of Spanish“ war. Hiernach war er als ordentlicher Professor bis zum Jahre 1960 lehrend, forschend und publizierend tätig. Dort in Kalifornien war er von 1947 bis 1959 auch Head of Department für die Fächer Spanisch, Italienisch und Portugiesisch. Gleichzeitig forschte er an der University of Colorado, von 1956 bis 1957, als Research Fellow für die Haskin-Laboratories. In Harvard war Bolinger Professor of Romance Languages and Literatures. Von hier zog er sich im Jahre 1973 aus dem Lehrbetrieb zurück.
Weitere Unterrichtsorte waren die University of Colorado in Boulder von 1963 bis 1973. Ferner sind das Kansas City Junior College, das Colegio de San Luis in Cartago (Costa Rica), eine Gastprofessur 1956 an der University of Michigan in Detroit und an Stanford University 1978 als Zwischenstationen in seiner Tätigkeit als Hochschullehrer zu vermerken. Seit 1978 war Bolinger zeitweise in einer Gastprofessur an der Stanford University tätig.
Sein 1971 erschienenes Buch The Phrasal Verb in English griff das Thema um die Partikelverben auf und gab dadurch der wissenschaftlichen Behandlung von Verben mit Präpositionen vermehrt Aufmerksamkeit unter den Linguisten. Partikelverb oder phrasal verbs sind Wortbildungen um ein komplexes Verb herum, welches mit einem nichtverbalen Teil (etwa einer Präposition, Adjektiv, Substantiv o. Ä.) gebildet wird.
Dwight Bolinger heiratete am 1. Juli 1934 Louise Schrynemakers, das Paar hatte zwei Kinder. Er war seit 1973 Mitglied der American Academy of Arts and Sciences und seit 1990 korrespondierendes Mitglied der British Academy.

## Veröffentlichungen (Auswahl)
- The philosophy of Pío Baroja with special reference to the influence of Nietzsche. University of Kansas, Romance Language and Literature, Lawrence 1932
- Pío Baroja: a critique. University of Wisconsin, Madison 1936.
- Modes of Modality in Spanish and English. 1970

### Spanische Sprache
- Intensive Spanish. Philadelphia, Russell Press, 1948.
- Spanish Review Grammar. New York, Holt, 1956
- Modern Spanish. Harcourt, Brace & World, New York 1960 (zusammen mit J. Donald Bowen, Agnes M. Brady, Ernest F. Haden, Lawrence Poston, Jr. und Norman P. Sacks); 2. Auflage, Harcourt Brace Jovanovich, New York 1966 (mit Joan E. Ciruti und Hugo H. Montero).
- Essays on Spanish: Words and Grammar. Joseph H. Silverman (Hrsg.), Newark, Delaware, Juan de la Cuesta Hispanic Monographs, 1991.

### Englische Sprache
- Interrogative Structures of American English. Publications of the American Dialect Society, 28, University, Ala., University of Alabama Press, 1957.
- Generality, Gradience, and the All-or-None. The Hague, Mouton, 1961.
- Forms of English: Accent, Morpheme, Order.  Isamu Abe; Tetsuya Kanekiyo (Hrsg.), Cambridge, Harvard University Press, Tokio, Hokuou 1965.
- Aspects of Language, New York, Harcourt, Brace, and World, 1968; 2. Aufl., Harcourt Brace Jovanovich, New York 1975; 3. Aufl., Harcourt Brace Jovanovich, New York 1981 (mit Donald A. Sears).
- The Phrasal Verb in English. Harvard University Press, Cambridge 1971.
- That’s That.  Mouton, Den Haag 1972.
- Degree Words. Mouton, Den Haag 1972.
- Intonation: Selected Readings. Penguin Books, Harmondsworth 1972.
- Meaning and Form. Longman, London / New York 1977
- Language: The Loaded Weapon. Longman, London / New York 1980.
- Intonation and Its Parts: Melody in Spoken English. Stanford University Press, Stanford 1986
- Intonation and Its Uses: Melody in Grammar and Discourse. Stanford University Press, Stanford 1989